# Origny-le-Sec
Origny-le-Sec è un comune francese di 603 abitanti situato nel dipartimento dell'Aube nella regione del Grand Est.

## Simboli
Il territorio di Origny-le-Sec è prevalentemente agricolo ed è diffuso l'allevamento degli ovini anche se questa attività va un poco alla volta scomparendo.
Nel 1825, Isaac Gatouillat fece costruire un mulino a vento che si trovava all'uscita del villaggio, sulla sinistra in direzione di Pars-lès-Romilly.
Le calze indossate dalla pecora ricordano la calzetteria che fece la sua comparsa nella Champagne-Ardenne tra il 1727 e il 1730 ad Arcis-sur-Aube e intorno al 1745 a Troyes e le fabbriche erano sparse in tutta la regione, compresa Origny-le-Sec.
Gli smalti oro e azzurro e la cotissa potenziata e contropotenziata sono simboli del dipartimento dell'Aube.

## Società

### Evoluzione demografica
Abitanti censiti